# Apiomerus flaviventris
Apiomerus flaviventris är en insektsart som beskrevs av Herrich-schaeffer 1846. Apiomerus flaviventris ingår i släktet Apiomerus och familjen rovskinnbaggar. Inga underarter finns listade i Catalogue of Life.